# Octodontomys gliroides
Il bori (Octodontomys gliroides Gervais & d’Orbigny, 1844) è un roditore della famiglia degli Ottodontidi, unica specie del genere Octodontomys (Palmer, 1903), diffuso nell'America meridionale.

## Descrizione

### Dimensioni
Roditore di medie dimensioni, con la lunghezza della testa e del corpo tra 160 e 180 mm, la lunghezza della coda tra 150 e 156 mm, la lunghezza del piede tra 35 e 39 mm, la lunghezza delle orecchie tra 25 e 28 mm e un peso fino a 200 g.

### Caratteristiche craniche e dentarie
Il cranio presenta un rostro relativamente lungo e sottile, i fori palatali e la bolla timpanica sono grandi. La mandibola è sottile e poco elevata. Gli incisivi superiori sono stretti, brevi ed ortodonti, ovvero con le punte rivolte verso il basso, i denti masticatori inferiori hanno la tipica forma a 8 della famiglia.
Sono caratterizzati dalla seguente formula dentaria:

### Aspetto
La pelliccia è relativamente lunga e setosa, le parti dorsali sono grigio-brunastre, mentre le parti ventrali sono bianche con la base dei peli grigia eccetto sul mento e la gola dove la base è bianca. Le orecchie sono grandi, finemente ricoperte di corti peli grigiastri e con un ciuffo di peli bianchi alla base anteriore. La pianta dei piedi è rivestita di piccoli granuli. La coda è leggermente più corta della testa e del corpo, è scura sopra, più chiara sotto e termina con un ciuffo di peli brunastri o giallo-brunastri.  Gli individui più giovani sono più scuri ed hanno il ventre più grigiastro, la coda uniformemente scura e il ciuffo nerastro. Il cariotipo è 2n=38 FN=64.

## Biologia

### Comportamento
È una specie terricola, che costruisce corte tane alla base di cactus ed acacie oppure si rifugia tra cavità rocciose o in tombe. Si arrampica agilmente ed è stato osservato durante il giorno e alle prime ore notturne. 

### Alimentazione
Si nutre di semi d'acacia in inverno e frutti di cactus in estate, oltre a foglie e cortecce di arbusti resinosi. Sfrutta i tessuti dei cactus per ottenere acqua.

### Riproduzione
Femmine che allattavano sono state osservate a novembre, mentre altre gravide sono state osservate a gennaio e maggio. Danno alla luce 1-3 piccoli alla volta dopo una gestazione di 100-109 giorni. Alla nascita sono completamente pelosi e con gli occhi aperti.

## Distribuzione e habitat
Questa specie è diffusa nelle regioni andine e sub-andine della Bolivia sud-occidentale, Cile settentrionale e Argentina nord-occidentale.
Vive in zone rocciose dominate da cactus, arbusteti e vegetazione erbacea tra 200 e 4.400 metri di altitudine. 

## Conservazione
La IUCN Red List, considerato il vasto areale, la popolazione presumibilmente numerosa, la presenza in diverse aree protette e la tolleranza alle modifiche ambientali, classifica O.gliroides come specie a rischio minimo (Least Concern).